# Danyjil Boldyrev
Danyjil Vladyslavovyč Boldyrev (ukrajinsky: Даниїл Владиславович Болдирєв, * 15. května 1992 Doněck) je ukrajinský reprezentant ve sportovním lezení, mistr světa, vítěz světového poháru, vicemistr Evropy, juniorský mistr světa v lezení na rychlost.

## Biografie
Jeho matka byla mistryně sportu v gymnastice, od mládí se věnoval různým sportům a nakonec zůstal u sportovního lezení. Trenéři: Irina V. Zubko a Anatoly Stolyarenko.

## Výkony a ocenění
- 2016: nominace na Světové hry ve Vratislavi 2017 za vítězství na MS

### Rekordy v lezení na rychlost
15m standardní trať

### Závodní výsledky
| Mistrovství světa | Mistrovství světa | Mistrovství světa | Mistrovství světa |
| Rok               | 2011              | 2014              | 2016              |
| ----------------- | ----------------- | ----------------- | ----------------- |
| Rychlost          | 3                 | 1                 | 8                 |

| Světový pohár       | Světový pohár | Světový pohár | Světový pohár | Světový pohár | Světový pohár | Světový pohár | Světový pohár |
| Rok                 | 2012          | 2013          | 2014          | 2015          | 2016          | 2017          | 2018          |
| ------------------- | ------------- | ------------- | ------------- | ------------- | ------------- | ------------- | ------------- |
| Rychlost            | 2             |               | 1             | 3             | 3             | 9             | 2             |
| jednotlivě* (x/x/x) |               |               |               |               |               |               |               |

* poznámka: nalevo jsou poslední závody v roce
| Mistrovství Evropy | Mistrovství Evropy | Mistrovství Evropy | Mistrovství Evropy |
| Rok                | 2013               | 2015               | 2017               |
| ------------------ | ------------------ | ------------------ | ------------------ |
| Rychlost           | 3                  | 2                  | 2                  |

| Mistrovství světa juniorů | Mistrovství světa juniorů | Mistrovství světa juniorů |
| Rok                       | 2006 kat B                | 2011 junioři              |
| ------------------------- | ------------------------- | ------------------------- |
| Obtížnost                 | 60                        |                           |
| Rychlost                  | 23                        | 1                         |